# NGC 1568
NGC 1568 é uma galáxia elíptica na direção da constelação de Eridanus. O objeto foi descoberto pelo astrônomo Lewis Swift em 1886, usando um telescópio refrator com abertura de 16 polegadas. Devido a sua moderada magnitude aparente (+14,6), é visível apenas com telescópios amadores ou com equipamentos superiores. 